# 박능후
박능후(朴淩厚, 1956년 6월 24일 ~ )는 대한민국의 경기대학교 사회복지학과 교수이다.

## 학력
- 가야초등학교(입학) → 진영대창초등학교(전학) → 상남초등학교(졸업)
- 마산중학교(졸업)
- 부산고등학교(졸업)
- 서울대학교 경제학과 학사
- 서울대학교 대학원 정치학과 석사
- 캘리포니아대학교 버클리캠퍼스 대학원 사회복지학과 박사

## 경력
- 한국보건사회연구원 책임연구원
- 한국보건사회연구원 사회보장연구실장
- 경기대학교 사회복지학과 교수
- 한국사회보장학회 기획담당이사
- 보건복지부 규제심사위원장
- 2011년 2월: 제6대 경기대학교 사회복지대학원 원장
- 2013년 3월: 제17대 경기대학교 행정대학원 원장
- 보건복지부 중앙생활보장위원
- 제24대 한국사회보장학회 회장
- 2017년 7월 ~ 2020년 12월 : 제53대 보건복지부 장관
- 더불어민주당 상임고문 겸 당무위원
- 경기대학교 지식정보서비스대학 사회복지전공 교수

## 논란

### 건강보험 탈루 관련 의혹
해외에서 일하면서 소득이 있는 자녀를 자신의 피부양자로 등록하여 소득공제 혜택 및 건강보험 탈루 의혹이 있다. 박능후 장관은 자신의 장남을 소득공제 명세의 공제 대상으로 포함시켜 2012년부터 2016년까지 의료비, 신용카드, 대중교통비 등 약 373만 원에 대한 소득공제를 받았다. 이는 장남의 소득이 100만원 이하일 경우에만 가능하다. 하지만 박능후 장관의 장남은 2009년부터 해외에 거주하며 미국 델라웨어주 소재 A사 최고경영자로 근무하는 등 적지 않은 소득을 올린 것으로 드러났다. 박능후 후보자 장남은 소득이 없는 건강보험 피부양자로 등록되어 건강보험 혜택을 받았는데 소득이 있는 자식을 피부양자로 해놓고 건보료 혜택을 받으면 건강보험법 위반이다.

### 성남 어린이집 성폭력 사건 관련 발언 논란
2019년 12월 2일, 국회 국정 감사에서 성남 어린이집 성폭력 사건이 발생한 의혹에 대하여 "전문가들이 보는 사이에서는 어른들이 보는 관점에서 성폭력 과정으로 보면 안되고 아이들이 발달 과정에서 나타난 자연스러운 모습이 아닌가"라는 취지의 발언을 하여 논란이 되었다. 이후, SNS에서 비난 여론이 커지자 보건복지부에서는 이 발언에 대하여 사과문을 올렸다.

### 이국종 교수에 대한 유체이탈화법 논란
복지부의 일관성 없는 행정이 이국종 교수에 대한 사퇴로 이어졌다. 박능후 보건부 장관의 화법은 당사자들끼리 사이좋게 지내라는 책임전가성 발언이 문제가 되었다.

### 코로나바이러스감염증-19 발언 논란
박능후 장관은 2020년 2월 26일에 열린 국회 법제사법위원회 전체회의에서 "대한민국에서 일어난 코로나바이러스감염증-19 확산의 가장 큰 원인이 중국에서 들어온 한국인이었다"라고 발언하여 논란이 되었다. 박능후 장관은 국회에서 "대한감염학회가 중국 전역에 대한 입국 금지를 추천하지 않았다"고 증언했으나 대한감염학회는 박능후 장관의 증언을 거짓으로 판명했다. 심재철 미래통합당 원내대표는 박능후 장관이 코로나바이러스감염증-19 확산의 책임을 대한민국 국민들에게 돌렸다며 사퇴할 것을 요구했다.

### 마스크부족 의료진 책임전가 논란
신종 코로나 바이러스 마스크 부족사태를 의료진이 재고를 쌓아두려 해서 일어난 것처럼 말하여 문제가 되었다.

## 같이 보기
- 스튜어드십 코드